# Похищение Европы (картина Джордано)
«Похищение Европы» — картина итальянского художника Луки Джордано из собрания Государственного Эрмитажа.
Картина иллюстрирует распространённый мифологический эпизод, описанный у многих античных авторов — Похищение Европы Зевсом, обратившимся в быка.
В левом нижнем углу картины имеется подпись художника: Jordanus F. Обстоятельства создания картины и её ранняя история не установлены. Она находилась в собрании советника Берлина Трибля; вероятно Трибль купил картину в Париже, где с картины была сделана гравюра работы Жака Боварле. В 1771 году картина была куплена у Трибля для Эрмитажа. В XIX веке картина хранилась в Таврическом дворце. В начале XX века картина была вставлена в потолочный плафон фойе Эрмитажного театра и была исключена из эрмитажных каталогов. В начале 1970-х годов её сняли с плафона и заменили современной копией. С начала лета 2021 года выставляется в Запасной галерее Зимнего дворца, зал 344.

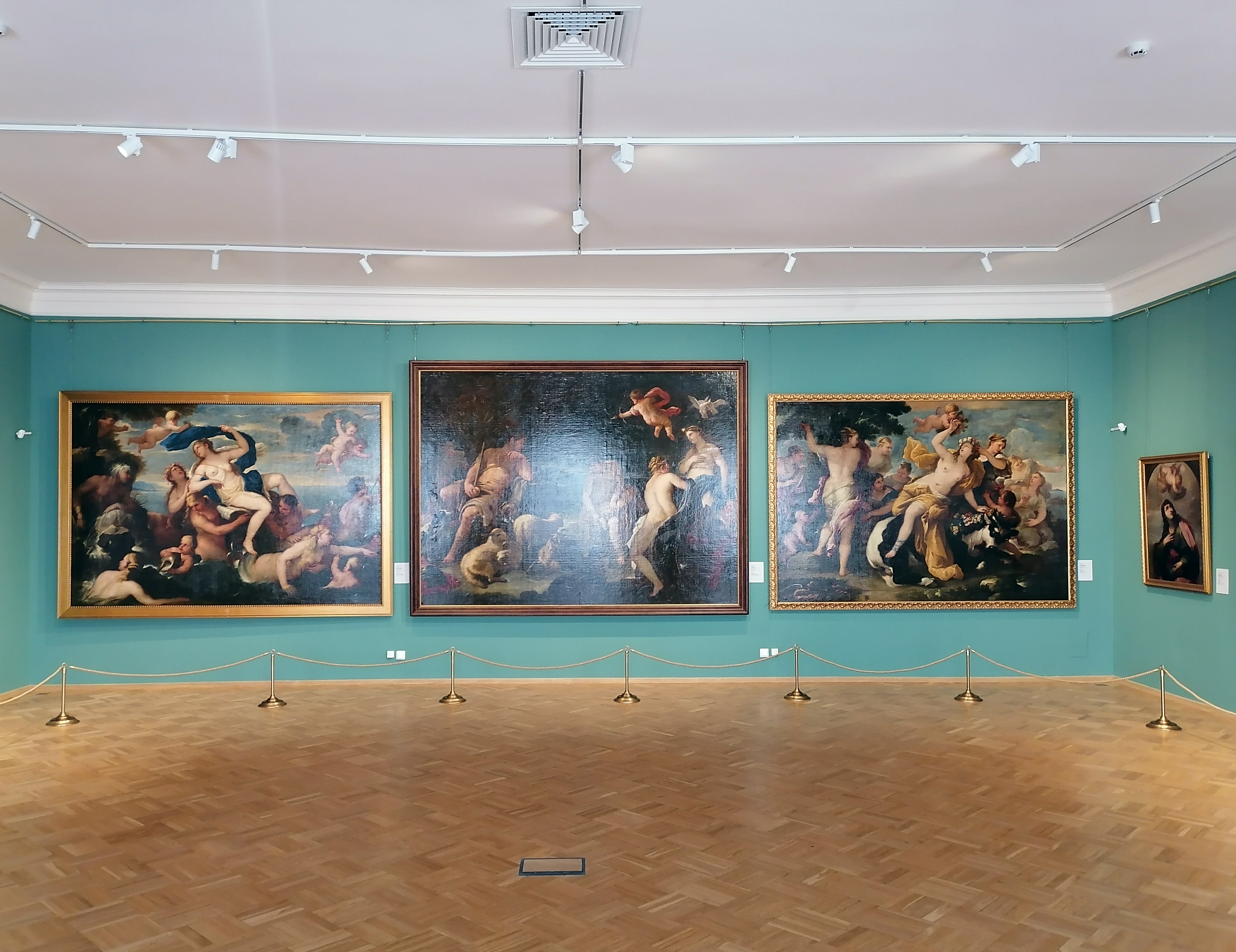
Картины Л. Джордано в 344 зале Зимнего дворца

Известна парная картина, «Триумф Галатеи», которая также была куплена у Трибля для Эрмитажа. Кроме того, существуют две картины большего размера, однако вместе с эрмитажными составляющие единую серию — «Суд Париса» (254 × 361 см) и «Похищение сабинянок» (260 × 365 см); эти картины были куплены у Трибля королём Фридрихом II для дворца Сан-Суси в Потсдаме, где они и находятся в настоящее время. Все эти картины имеют стилистическую близость к «Галатее» Джордано из собрания Палаццо Питти во Флоренции и датируются по аналогии с ней 1675—1677 годами.